# Johannes Volkelt

Johannes Volkelt

Johannes Volkelt (* 21. Juli 1848 in Kunzendorf (Lipnik) bei Biala (Galizien); † 8. Mai 1930 in Leipzig) war ein deutscher Philosoph.

## Leben
Er studierte in Wien, Jena und Leipzig. Seine Dissertation reichte er 1876 in Jena ein und wurde dort 1879 Professor. Von 1883 bis 1889 war er in Basel und ab 1889 in Würzburg tätig. Von 1894 bis 1921 lehrte er in Leipzig. Seit 1910 war er ordentliches Mitglied der Sächsischen Akademie der Wissenschaften.

## Lehre
Johannes Volkelt war in seiner Lehre von Georg Wilhelm Friedrich Hegel, Arthur Schopenhauer, Eduard von Hartmann, Immanuel Kant und David Hume beeinflusst. Er wollte eine kritische Metaphysik aufstellen und deshalb die Metaphysik mit einer skeptisch-kritischen Herangehensweise verbinden. Dabei führte er zahlreiche psychologische Argumente in seine Theorie ein.
Als der Begründer der Erkenntnistheorie im modernen Sinne des Wortes wird gewöhnlich Kant genannt. Gegen diese Auffassung lässt sich einwenden, dass die Geschichte der Philosophie vor Kant zahlreiche Untersuchungen aufweist, die als mehr denn bloße Keime zu einer solchen Wissenschaft anzusehen sind. So bemerkte Volkelt in seinem grundlegenden Werk über Erkenntnistheorie, dass schon mit John Locke die kritische Behandlung dieser Wissenschaft ihren Anfang genommen habe. Aber auch bei noch früheren Philosophen, ja schon in der Philosophie der Griechen, finden sich Erörterungen, die gegenwärtig in der Erkenntnistheorie angestellt zu werden pflegen. Indessen sind durch Kant alle hier in Betracht kommenden Probleme in ihren Tiefen aufgewühlt worden, und an ihn anknüpfend haben zahlreiche Denker dieselben so allseitig durchgearbeitet, dass man die bereits früher vorkommenden Lösungsversuche entweder bei Kant selbst oder bei seinen Epigonen wiederfindet.

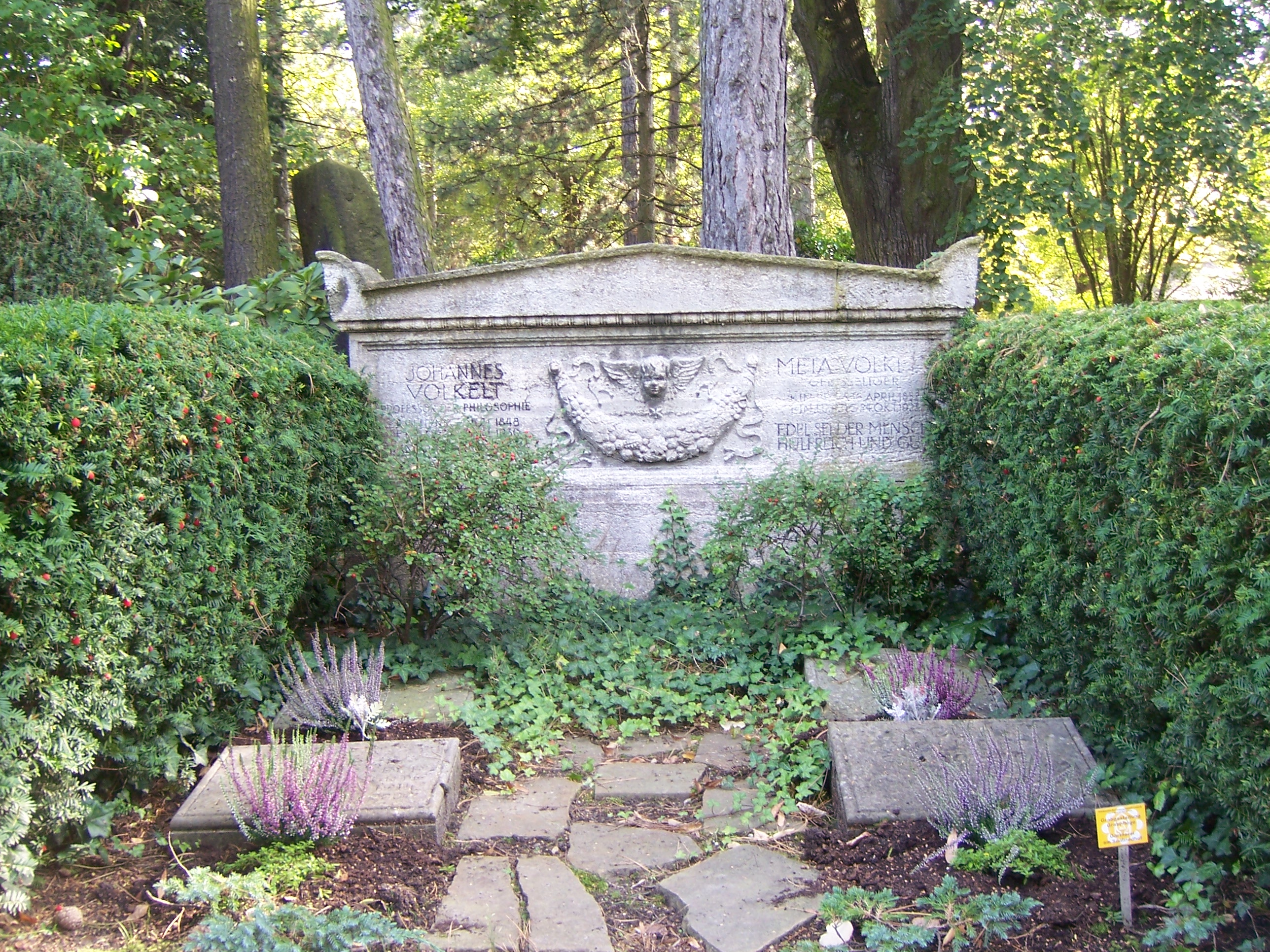
Grabstätte Johannes Volkelt und Angehörige auf dem Südfriedhof in Leipzig

Volkelt unterschied ein erkenntnistheoretisches von einem psychologischen Apriori. Zum erkenntnistheoretischen Apriori schreibt er: 

„Unter jenem ist die unbezweifelbare Tatsache zu verstehen, daß die eigentümlichen Functionen des Denkens nicht durch die Erfahrung gegeben sind; also daß das Denken Leistungen vollzieht, zu denen es die Erfahrung als solche nicht berechtigt, deren es unter bloßer Zugrundelegung der Erfahrung niemals fähig wäre. [Erfahrung und Denken. 1886, 494]“

Zum psychologischen Apriori heißt es:
Entscheidend ist, dass die eine „Erscheinung für eine andere bestimmend, maßgebend ist“. [Volkelt, Johannes: Erfahrung und Denken. 1886, 89] Kausalität ist die „unabänderliche Regelmäßigkeit in der Verbindung zweier Factoren oder Factorencomplexe“.
Volkelt hat sich in mehreren Werken mit der Ästhetik befasst.

## Werke
- Pantheismus und Individualismus. 1871
- Das Unbewußte und der Pessimismus. 1872
- Die Traumphantasie. 1875
- Der Symbolbegriff in der neuesten Ästhetik. 1876.
- Immanuel Kants Erkenntnistheorie nach ihren Grundprinzipien analysiert. Leipzig 1879
- Über die Möglichkeit einer Metaphysik. 1884
- Erfahrung und Denken. Kritische Grundlegung der Erkenntnistheorie. Hamburg und Leipzig 1886
- Franz Grillparzer als Dichter des Tragischen. 1888
- Vorträge zur Einführung in die Philosophie der Gegenwart. 1892
- Psychologische Streitfragen. 1893.
- Ästhetische Zeitfragen. 1894
- Ästhetik des Tragischen. 1897, 1906
- Zur Psychologie der ästhetischen Beseelung, 1899
- Arthur Schopenhauer. Seine Persönlichkeit, seine Lehre, sein Glaube. 1900
- Die Kunst des Individualisierens in d. Dichtung Jean Pauls, Haym-Festschrift, 1902
- Die entwicklungsgeschichtl. Betrachtungsweise in d. Ästhetik, 1902
- System der Ästhetik, 3 Bände: I 1905, II 1910, III 1912
- Die Quellen der menschlichen Gewißheit. 1906
- Zwischen Dichtung und Philosophie, gesammelte Aufsätze. 1908
- Gewißheit und Wahrheit, München 1918
- Phänomenologie und Metaphysik der Zeit, München 1925
- Das Problem der Individualität, München 1928

## Weitere Quelle
Nachlass Johannes Volkelt im Psychologiegeschichtlichen Forschungsarchiv (PGFA) der Fernuniversität in Hagen
| Personendaten    | Personendaten                           |
| ---------------- | --------------------------------------- |
| NAME             | Volkelt, Johannes                       |
| KURZBESCHREIBUNG | deutscher Philosoph und Hochschullehrer |
| GEBURTSDATUM     | 21. Juli 1848                           |
| GEBURTSORT       | Lipnik (Bielsko-Biała)                  |
| STERBEDATUM      | 8. Mai 1930                             |
| STERBEORT        | Leipzig                                 |